# زیبا صدایم کن (فیلم)
زیبا صدایم کن فیلمی ایرانی به کارگردانی رسول صدرعاملی، تهیه‌کنندگی سید مازیار هاشمی و نویسندگی آرش صادق‌بیگی، میلاد صدرعاملی و محمدرضا صدرعاملی محصول سال ۱۴۰۳ است. این فیلم نخستین‌بار در بخش سودای سیمرغ چهل و سومین دوره جشنواره فیلم فجر به نمایش درآمد و موفق شد سیمرغ بلورین بهترین فیلم را دریافت کند و به عنوان فیلم برگزیده منتقدان و نویسندگان ماهنامه فیلم انتخاب شود.

## داستان
داستان فیلم بر اساس رمان زیبا صدایم کن اثر فرهاد حسن‌زاده است. خسرو که در آسایشگاه روانی به اجبار بستری‌ست، تمام این سالها را در فکر دخترش زیبا سپری کرده. امروز روز تولد ۱۶ سالگی زیباست و خسرو نمی‌خواهد از این روز ساده بگذرد….

## بازیگران
- امین حیایی
- ژولیت رضاعی
- ستاره پسیانی
- مهران غفوریان

## جوایز و افتخارات
| جایزه                             | رده                           | نامزد                                             | نتیجه    | منبع  |
| --------------------------------- | ----------------------------- | ------------------------------------------------- | -------- | ----- |
| چهل و سومین دوره جشنواره فیلم فجر | بهترین فیلم                   | سید مازیار هاشمی                                  | برنده    | [ ۱ ] |
| چهل و سومین دوره جشنواره فیلم فجر | بهترین کارگردانی              | رسول صدرعاملی                                     | نامزدشده | [ ۱ ] |
| چهل و سومین دوره جشنواره فیلم فجر | بهترین بازیگر نقش اول مرد     | امین حیایی                                        | نامزدشده | [ ۱ ] |
| چهل و سومین دوره جشنواره فیلم فجر | بهترین بازیگر نقش اول زن      | ژولیت رضاعی                                       | نامزدشده | [ ۱ ] |
| چهل و سومین دوره جشنواره فیلم فجر | بهترین فیلمنامه               | آرش صادق بیگی و میلاد صدرعاملی و محمدرضا صدرعاملی | نامزدشده | [ ۱ ] |
| چهل و سومین دوره جشنواره فیلم فجر | بهترین فیلم‌برداری             | سامان لطفیان                                      | نامزدشده | [ ۱ ] |
| چهل و سومین دوره جشنواره فیلم فجر | بهترین تدوین                  | بهرام دهقان                                       | نامزدشده | [ ۱ ] |
| چهل و سومین دوره جشنواره فیلم فجر | بهترین چهره‌پردازی             | عظیم فراین                                        | نامزدشده | [ ۱ ] |
| چهل و سومین دوره جشنواره فیلم فجر | بهترین جلوه‌های ویژه میدانی    | آرش آقابیک                                        | نامزدشده | [ ۱ ] |
| چهل و سومین دوره جشنواره فیلم فجر | بهترین جلوه‌های ویژه بصری      | فرید ناظرفصیحی و فرهاد زمانی                      | نامزدشده | [ ۱ ] |
| چهل و سومین دوره جشنواره فیلم فجر | بهترین فیلم از نگاه تماشاگران | سید مازیار هاشمی                                  | نامزدشده | [ ۱ ] |